# Sidusa viridiaurea
Espèce
Synonymes
- Chloridusa viridiaurea Simon, 1902

Sidusa viridiaurea est une espèce d'araignées aranéomorphes de la famille des Salticidae.

## Distribution
Cette espèce se rencontre au Pérou et au Brésil.

## Description
Le mâle mesure 3 mm et les femelles de 4 à 4,5 mm.

## Publication originale
- Simon, 1902 : Description d'arachnides nouveaux de la famille des Salticidae (Attidae) (suite). Annales de la Société Entomologique de Belgique, vol. 46, p. 24-56 & 363-406 (texte intégral).